# Cephalotes cordatus
Cephalotes cordatus är en myrart som först beskrevs av Smith 1853.  Cephalotes cordatus ingår i släktet Cephalotes och familjen myror. Inga underarter finns listade.